# Robin Corsiglia

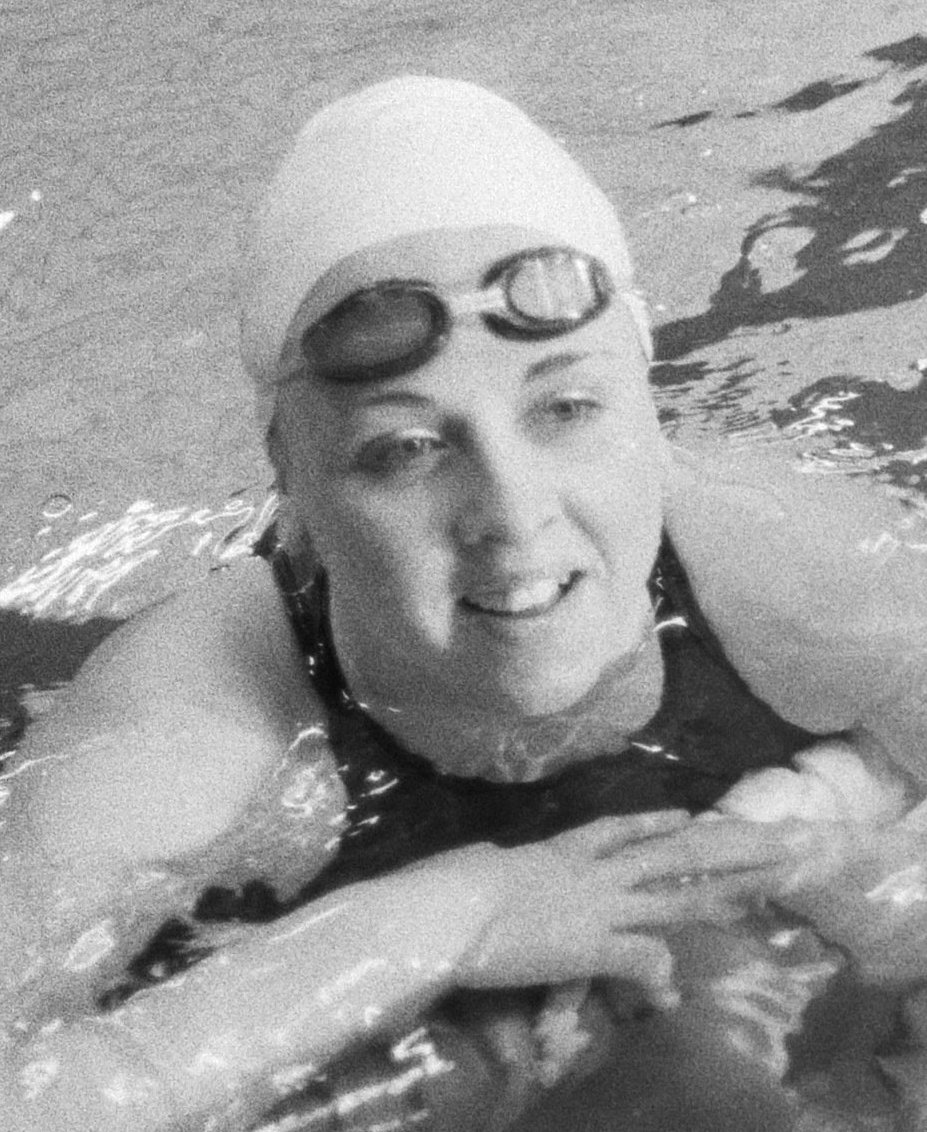
Robin Corsiglia (1977)

Robin Marie Corsiglia, nach Heirat Robin Marie Scholefield, (* 12. August 1962 in Kirkland, Québec) ist eine ehemalige kanadische Schwimmerin. Sie erschwamm mit der Lagenstaffel 1976 eine olympische Bronzemedaille und gewann eine Goldmedaille bei den Commonwealth Games 1978.

## Karriere
Bei den Olympischen Spielen 1976 in Montreal war Robin Corsiglia 13 Jahre alt. Die 4-mal-100-Meter-Lagenstaffel mit Wendy Hogg, Robin Corsiglia, Susan Sloan und Anne Jardin gewann die Bronzemedaille hinter den Staffeln aus der DDR und aus den Vereinigten Staaten. Im Vorlauf war Debbie Clarke für Anne Jardin am Start gewesen. Über 100 Meter Brust verpasste Corsiglia die Finalteilnahme als Neuntschnellste des Halbfinales um 0,06 Sekunden.
Zwei Jahre später bei den Commonwealth Games 1978 in Edmonton trat Corsiglia auf beiden Bruststrecken an. Sie siegte über 100 Meter Brust und belegte den sechsten Platz über 200 Meter Brust. Kurz darauf bei den Schwimmweltmeisterschaften 1978 in West-Berlin wurde Corsiglia Sechste mit der Lagenstaffel. Über 100 Meter Brust schied sie im Vorlauf aus. 1979 schwamm sie bei den Panamerikanischen Spielen in San Juan auf den vierten Platz über 100 Meter Brust. Die Teilnahme an den Olympischen Spielen 1980 verpasste Corsiglia wegen des Olympiaboykotts.
Bis dahin war Corsiglia für den Pointe-Claire Swim Club angetreten. 1979 zog es sie zum Studium an die University of Southern California (USC), für die sie bis 1983 auf College-Ebene antrat, international nahm sie nicht mehr an Wettbewerben teil. Nach ihrer Graduierung besuchte sie die California School of Professional Psychology, die sie mit einem Ph.D. abschloss. Später arbeitete sie als Sportpsychologin an der USC.
Seit 2017 ist Robin Corsiglia Mitglied des Panthéon des Sports de Québec.